# لانس كارتر (عازف جاز)
لانس كارتر (بالإنجليزية: Lance Carter)‏ هو عازف جاز أمريكي، ولد في 11 مايو 1955 في نيو برونزويك في الولايات المتحدة، وتوفي في 1 نوفمبر 2006 بسبب مرض عظمي.

## وصلات خارجية
- لانس كارتر على موقع ميوزك برينز (الإنجليزية)
- لانس كارتر على موقع ديسكوغز (الإنجليزية)